# Джеймс Тайніон IV
Джеймс Тайніон IV (англ. James Tynion IV; 14 грудня 1987, Нью-Йорк, США) — американський автор коміксів. Найбільш відомий своєю роботою над франшизою Бетмена в DC Comics.

## Раннє життя
Джеймс Тайніон IV народився 14 грудня 1987 року та виріс у Мілвокі, штат Вісконсін, де він відвідував середню школу університету Маркетт. Вивчаючи творче письменство в коледжі Сари Лоуренс, Тайніон познайомився та почав навчатися у Скотта Снайдера на початку своєї кар’єри автора коміксів. Після школи він став стажистом Vertigo imprint DC Comics, працюючи керівництвом редактора Шеллі Бонд.

## Кар'єра
Після короткої роботи в рекламі Скотт Снайдер попросив Тайніона стати співавтором сценарію додаткових сюжетів (англ. back-up features) для перезапуску Бетмена New 52, починаючи з відомої сюжетної лінії «Ніч сов». Це призвело до запуску спін-оф коміксів Талон (англ. Talon), написаних Тайніоном разом зі Снайдером. У 2013 році Тайніон випустив свою першу оригінальну серію коміксів «Восьма печать» (англ. The Eighth Seal), для видавництва цифрових коміксів Марка Вейда Thrillbent. Тайніон згодом став одним із головних сценаристів Batman Eternal, щотижневої серії коміксів про Бетмена, що була запущена у 2014 році для розкриття повного масштабу й акторський складу Готем-Сіті. Того ж року він випустив комікс Memetic, номінований на GLAAD Media Award, разом із художником Еріком Донованом, і комікс The Woods із Майклом Діалінасом, який отримав нагороду, на Boom Studios. У 2016 році партнерство Tynion із Boom продовжилося з коміксом The Backstagers, який отримав нагороду PRISM, а також у DC через перший із трьох кросоверів коміксів Бетмен-Черепашки-ніндзя з DC та IDW Publishing, перший в історії зустріч між двома франшизами.
Того ж року Тайніон був оголошений автором двотижневого Detective Comics для ініціативи DC Rebirth. У 2018 році Тайніон запустив відоме відродження коміксу Justice League Dark, що призвело до перехресної сюжетної лінії Wonder Woman «The Witching Hour». Наступного року він випустив комікс, який отримав нагороду від Айснера та був номінований Гарві. Книжковий мінісеріал Something is Killing the Children, який пізніше був оновлений до поточної назви через великий попит. Адаптація серіалу Netflix Майком Фланаганом і Тревором Мейсі зараз розробляється. У 2020 році Тайніон був оголошений сценаристом головного коміксів про Бетмена, де він продовжив роботу над створенням таких персонажів, як Punchline, Ghost-Maker, Clownhunter і Miracle Molly. Того ж року він запустив The Department of Truth at Image, номінованого Айснером і Гарві, і самвидавний журнал жахів «Леза бритви» (англ. Razorblades). Телевізійний серіал The Department of Truth також зараз розробляється. У 2021 році він випустив два комікси, номіновані на премію Айснера – перший том серії графічних романів «Wynd at Boom» разом із лауреатом Айснера «The Nice House on the Lake» у DC Black Label.
У 2021 році Тайніон також отримав першу премію Айснера за найкращого письменника. Того ж року Тайніон і Бум анонсували спін-оф комікс к Something is Killing the Children під назвою House of Slaughter, написаний у співавторстві з Тейтом Бромбалом (а згодом із Семом Джонсом). Цей твір було випущено в рекордних кількостях. У 2021 році Тайніон також залишить свій ексклюзивний контракт із DC і отримає грант від Substack на запуск серії оригінальних коміксів, які належать авторам, безпосередньо на їхній платформі, першою з яких буде поточний комікс Blue Book з художником Майклом Ейвоном Омінгом. У 2022 році через Substack він запустив триваючі комікси The Oddly Pedestrian Life of Christopher Chaos (написаний у співавторстві з Тейтом Бромбалом) і True Weird разом з обмеженою серією коміксів The Closet, яка пізніше буде перетворена -опубліковано Image Comics. Того ж року він запустив The Sandman Universe: Nightmare Country, спін-оф коміксу Vertigo The Sandman.